# Ив Эйнджел
Ив Э́йнджел (англ. Eve Angel, наст. имя Э́ва До́бош (венг. Dobos Eva); 19 мая 1983, Будапешт) — венгерская порноактриса и модель.

## Биография
Второй ребёнок в семье — у неё есть младшая сестра и старший брат, совместно с которым она руководит дизайнерской компанией.
В модельный бизнес Ив Эйнджел попала, когда ей было 18 лет. Её первые съемки были на гетеросексуальную тематику, но сейчас она больше работает с женщинами.
Участница бодиарт-фотосессии, приуроченной к чемпионату мира по футболу 2006 года, прошедшему в Германии (раскраска тела в цвета формы сборной Коста-Рики).
В 2009 году получила приз AVN Awards в номинации «Зарубежная актриса года».
На 2019 год снялась в 612 порнофильмах.

## Награды и номинации
| Год  | Награда    | Результат | Номинация                      | Фильм          |
| ---- | ---------- | --------- | ------------------------------ | -------------- |
| 2009 | AVN Awards | Номинация | Лучшая парная лесбийская сцена | Inside Peaches |
| 2009 | AVN Awards | Победа    | Зарубежная актриса года        | н/д            |
| 2014 | DDF Awards | Номинация | Гламурная сексуальная богиня   | н/д            |
| 2015 | DDF Awards | Номинация | Гламурная сексуальная богиня   | н/д            |